# Incognito (Band)/Diskografie
Diese Diskografie über die musikalischen Werke der britischen R&B- und Acid-Jazz-Band Incognito. Ihre erfolgreichsten Veröffentlichungen sind die Alben Tribes Vibes and Scribes und Positivity mit je über 10.000 verkauften Einheiten.

## Alben

### Studioalben
| Jahr | Titel Musiklabel Katalog-Nr.                     | Höchstplatzierung, Gesamtwochen, AuszeichnungChartplatzierungen (Jahr, Titel, Musiklabel Katalog-Nr., Platzierungen, Wochen, Auszeichnungen, Anmerkungen) | Höchstplatzierung, Gesamtwochen, AuszeichnungChartplatzierungen (Jahr, Titel, Musiklabel Katalog-Nr., Platzierungen, Wochen, Auszeichnungen, Anmerkungen) | Höchstplatzierung, Gesamtwochen, AuszeichnungChartplatzierungen (Jahr, Titel, Musiklabel Katalog-Nr., Platzierungen, Wochen, Auszeichnungen, Anmerkungen) | Höchstplatzierung, Gesamtwochen, AuszeichnungChartplatzierungen (Jahr, Titel, Musiklabel Katalog-Nr., Platzierungen, Wochen, Auszeichnungen, Anmerkungen) | Höchstplatzierung, Gesamtwochen, AuszeichnungChartplatzierungen (Jahr, Titel, Musiklabel Katalog-Nr., Platzierungen, Wochen, Auszeichnungen, Anmerkungen) | Höchstplatzierung, Gesamtwochen, AuszeichnungChartplatzierungen (Jahr, Titel, Musiklabel Katalog-Nr., Platzierungen, Wochen, Auszeichnungen, Anmerkungen) | Anmerkungen |
| Jahr | Titel Musiklabel Katalog-Nr.                     | DE | AT | CH | UK | US | R&B | Anmerkungen |
| ---- | ------------------------------------------------ | --- | --- | --- | --- | --- | --- | --- |
| 1981 | Jazz Funk Ensign 504                             | — | — | — | UK28 (8 Wo.)UK | — | — | Erstveröffentlichung: April 1981 Produzenten: Jean-Paul Maunick, Paul „Tubbs“ Williams                                                 |
| 1991 | Inside Life Talkin’ Loud 848 546                 | — | — | — | UK44 (2 Wo.)UK | — | — | Erstveröffentlichung: Juli 1991 Produzent: Jean-Paul Maunick                                                                           |
| 1992 | Tribes Vibes and Scribes Talkin’ Loud 512 363    | DE98 Gold (German Jazz Award) · (1 Wo.)DE | AT37 (3 Wo.)AT | CH20 (12 Wo.)CH | UK41 (2 Wo.)UK | — | R&B74 (12 Wo.)R&B | Erstveröffentlichung: Juni 1992 Produzent: Jean-Paul Maunick                                                                           |
| 1993 | Positivity Talkin’ Loud 512 260                  | DE— Gold (German Jazz Award)DE | — | CH37 (3 Wo.)CH | UK55 (2 Wo.)UK | — | R&B54 (47 Wo.)R&B | Erstveröffentlichung: Oktober 1993 Produzent: Jean-Paul Maunick                                                                        |
| 1995 | 100° and Rising Talkin’ Loud 528 000             | DE64 (9 Wo.)DE | AT35 (1 Wo.)AT | CH9 (12 Wo.)CH | UK11 (10 Wo.)UK | US149 (6 Wo.)US | R&B29 (20 Wo.)R&B | Erstveröffentlichung: Juni 1995 Produzent: Jean-Paul Maunick                                                                           |
| 1996 | Beneath the Surface Talkin’ Loud 534 071         | — | — | CH41 (3 Wo.)CH | — | — | — | Erstveröffentlichung: Oktober 1996 Produzent: Jean-Paul Maunick                                                                        |
| 1999 | No Time Like the Future Talkin’ Loud 538 947     | — | — | CH47 (2 Wo.)CH | UK82 (1 Wo.)UK | — | — | Erstveröffentlichung: April 1999 Produzent: Simon Cotsworth                                                                            |
| 2001 | Life, Stranger Than Fiction Talkin’ Loud 586 085 | — | — | CH76 (6 Wo.)CH | — | — | — | Erstveröffentlichung: Juni 2001 Produzenten: Jean-Paul Maunick, Simon Cotsworth                                                        |
| 2003 | Who Needs Love Dome 39                           | — | — | — | — | — | R&B74 (3 Wo.)R&B | Erstveröffentlichung: 2002 Produzenten: Jean-Paul Maunick, Simon Cotsworth                                                             |
| 2004 | Adventures in Black Sunshine Dome 52             | DE97 (1 Wo.)DE | — | — | — | — | R&B47 (8 Wo.)R&B | Erstveröffentlichung: Juli 2004 Produzenten: Jean-Paul Maunick, Simon Cotsworth                                                        |
| 2006 | Eleven Dome 62                                   | — | — | — | — | — | R&B52 (1 Wo.)R&B | Erstveröffentlichung: 2005 Produzenten: Jean-Paul Maunick, Simon Cotsworth                                                             |
| 2008 | Tales from the Beach Dome 93                     | — | — | — | — | — | R&B26 (10 Wo.)R&B | Erstveröffentlichung: 5. Mai 2008 Produzenten: Jean-Paul Maunick, Francis Hylton, Matt Cooper, Richard Bull, Simon Grey, Ski Oakenfull |
| 2010 | Transatlantic R. P. M. Dome 306                  | — | — | — | — | — | R&B50 (5 Wo.)R&B | Erstveröffentlichung: Juli 2010 Produzenten: Jean-Paul Maunick, Francis Hylton                                                         |
| 2012 | Surreal Dome 314                                 | — | — | — | — | — | R&B57 (2 Wo.)R&B | Erstveröffentlichung: März 2012 Produzenten: Jean-Paul Maunick, Francis Hylton, Matt Cooper, Mo Brandis, Richard Bull                  |
| 2014 | Amplified Soul Ear Music 0209349                 | — | — | — | UK96 (1 Wo.)UK | — | R&B31 (2 Wo.)R&B | Erstveröffentlichung: Mai 2014 Produzenten: Jean-Paul Maunick, Ski Oakenfull, Matt Cooper, Richard Bull, Deborah Bond                  |
| 2016 | In Search of Better Days Ear Music 0211116       | — | — | CH60 (1 Wo.)CH | — | — | R&B40 (1 Wo.)R&B | Erstveröffentlichung: 24. Juni 2016 Produzenten: Jean-Paul Maunick, Stuart Zender, Ski Oakenfull, Matt Cooper, Richard Bull            |
| 2019 | Tomorrow’s New Dream Ear Music 2613495           | — | — | — | — | — | — | Erstveröffentlichung: 8. November 2019                                                                                                 |

grau schraffiert: keine Chartdaten aus diesem Jahr verfügbar
Weitere Studioalben
- 2006: Bees + Things + Flowers (Dome 74)

### Livealben
- 1997: Last Night in Tokyo (Talkin’ Loud 1555)
- 2010: Live in London: The 30th Anniversary Concert (Doppelalbum; in-akustik 9097)
- 2015: Live in London: The 35th Anniversary Show (Ear Music 0210524)

### Kompilationen
- 1997: Blue Moods (Talkin’ Loud 543 783)
- 2000: The Best of Incognito (Talkin’ Loud 548 283)
- 2006: The Best of Incognito (Hip-O / Verve 0006125)
- 2012: The New Millennium Collection (2 CDs; Ear Music 0208438)
- 2017: The Best (2004–2017) (Earmusic)

### Remixalben
| Jahr | Titel Musiklabel Katalog-Nr. | Höchstplatzierung, Gesamtwochen, AuszeichnungChartplatzierungen (Jahr, Titel, Musiklabel Katalog-Nr., Platzierungen, Wochen, Auszeichnungen, Anmerkungen) | Höchstplatzierung, Gesamtwochen, AuszeichnungChartplatzierungen (Jahr, Titel, Musiklabel Katalog-Nr., Platzierungen, Wochen, Auszeichnungen, Anmerkungen) | Höchstplatzierung, Gesamtwochen, AuszeichnungChartplatzierungen (Jahr, Titel, Musiklabel Katalog-Nr., Platzierungen, Wochen, Auszeichnungen, Anmerkungen) | Höchstplatzierung, Gesamtwochen, AuszeichnungChartplatzierungen (Jahr, Titel, Musiklabel Katalog-Nr., Platzierungen, Wochen, Auszeichnungen, Anmerkungen) | Höchstplatzierung, Gesamtwochen, AuszeichnungChartplatzierungen (Jahr, Titel, Musiklabel Katalog-Nr., Platzierungen, Wochen, Auszeichnungen, Anmerkungen) | Höchstplatzierung, Gesamtwochen, AuszeichnungChartplatzierungen (Jahr, Titel, Musiklabel Katalog-Nr., Platzierungen, Wochen, Auszeichnungen, Anmerkungen) | Anmerkungen |
| Jahr | Titel Musiklabel Katalog-Nr. | DE | AT | CH | UK | US | R&B | Anmerkungen |
| ---- | ---------------------------- | --- | --- | --- | --- | --- | --- | --- |
| 1996 | Remixed Talkin’ Loud 532 309 | — | — | — | UK56 (1 Wo.)UK | — | — | Erstveröffentlichung: Mai 1996 Remixe: Masters at Work, Roger Sanchez, Pete Rock, David Morales, CJ Mackintosh, Daniel Maunick, Jean-Paul Maunick |

Weitere Remixalben
- 2000: Future Remixed (Talkin’ Loud 546 990)
- 2003: Love X Love: Who Needs Love Remixes (Pony Canyon)
- 2005: Feed Your Soul: Incognito & Rice Artists Remixed (Edel 0171992)
- 2008: More Tales: Remixed (Dome 96)

## Singles
| Jahr | Titel Album                                            | Höchstplatzierung, Gesamtwochen, AuszeichnungChartplatzierungen (Jahr, Titel, Album, Platzierungen, Wochen, Auszeichnungen, Anmerkungen) | Höchstplatzierung, Gesamtwochen, AuszeichnungChartplatzierungen (Jahr, Titel, Album, Platzierungen, Wochen, Auszeichnungen, Anmerkungen) | Höchstplatzierung, Gesamtwochen, AuszeichnungChartplatzierungen (Jahr, Titel, Album, Platzierungen, Wochen, Auszeichnungen, Anmerkungen) | Höchstplatzierung, Gesamtwochen, AuszeichnungChartplatzierungen (Jahr, Titel, Album, Platzierungen, Wochen, Auszeichnungen, Anmerkungen) | Höchstplatzierung, Gesamtwochen, AuszeichnungChartplatzierungen (Jahr, Titel, Album, Platzierungen, Wochen, Auszeichnungen, Anmerkungen) | Höchstplatzierung, Gesamtwochen, AuszeichnungChartplatzierungen (Jahr, Titel, Album, Platzierungen, Wochen, Auszeichnungen, Anmerkungen) | Anmerkungen | [↑]: gemeinsam behandelt mit vorhergehendem Eintrag; [←]: in beiden Charts platziert |
| Jahr | Titel Album                                            | DE | AT | CH | UK | R&B | Dance | Anmerkungen |                                                                                      |
| ---- | ------------------------------------------------------ | --- | --- | --- | --- | --- | --- | --- | ------------------------------------------------------------------------------------ |
| 1980 | Parisienne Girl –                                      | — | — | — | UK73 (2 Wo.)UK | — | — | Erstveröffentlichung: Oktober 1980 Autoren: Jean-Paul Maunick, Paul Williams                                                                         |                                                                                      |
| 1990 | Can You Feel Me Inside Life                            | — | — | — | UK96 (1 Wo.)UK | — | — | Erstveröffentlichung: November 1990 Autoren: Jean-Paul Maunick, Linda Muriel                                                                         |                                                                                      |
| 1991 | Always There Inside Life                               | DE20 (18 Wo.)DE | — | CH8 (15 Wo.)CH | UK6 (9 Wo.)UK | — | Dance31 (5 Wo.)Dance | Erstveröffentlichung: Juni 1991 feat. Jocelyn Brown; Text: Paul Allen Musik: Ronnie Laws, William Jeffery Original: Ronnie Laws (Instrumental), 1975 |                                                                                      |
| 1991 | Crazy for You Inside Life                              | DE77 (7 Wo.)DE | — | — | UK59 (2 Wo.)UK | — | — | Erstveröffentlichung: August 1991 feat. Chyna Autoren: Jean-Paul Maunick, Pauline Henry, Richard Bull                                                |                                                                                      |
| 1992 | Don’t You Worry ’Bout a Thing Tribes Vibes and Scribes | DE46 (19 Wo.)DE | — | — | UK19 (6 Wo.)UK | — | — | Erstveröffentlichung: Mai 1992 Mix: Jeremy Allom Autor und Original: Stevie Wonder, 1973                                                             |                                                                                      |
| 1992 | Change Tribes Vibes and Scribes                        | — | — | — | UK52 (2 Wo.)UK | — | — | Erstveröffentlichung: 3. August 1992 Autoren: Jean-Paul Maunick, Richard Bull                                                                        |                                                                                      |
| 1993 | Still a Friend of Mine Positivity                      | — | — | — | UK47 (2 Wo.)UK | — | — | Erstveröffentlichung: August 1993 Autoren: Jean-Paul Maunick, Richard Bull                                                                           |                                                                                      |
| 1993 | Givin’ It Up Positivity                                | — | — | — | UK43 (2 Wo.)UK | — | Dance35 (5 Wo.)Dance | Erstveröffentlichung: November 1993 Autoren: Jean-Paul Maunick, Richard Bull                                                                         |                                                                                      |
| 1994 | Pieces of a Dream Positivity                           | — | — | — | UK35 (3 Wo.)UK | — | — | Erstveröffentlichung: Februar 1994 Autoren: Jean-Paul Maunick, Richard Bull                                                                          |                                                                                      |
| 1995 | Deep Waters Positivity                                 | — | — | — | — | R&B74 (2 Wo.)R&B | — | Erstveröffentlichung: 22. März 1995 platziert durch Airplay Autoren: Jean-Paul Maunick, Richard Bull                                                 |                                                                                      |
| 1995 | Everyday 100° and Rising                               | — | — | — | UK23 (3 Wo.)UK | — | — | Erstveröffentlichung: Mai 1995 Autoren: Jean-Paul Maunick, Peter Hinds                                                                               |                                                                                      |
| 1995 | I Hear Your Name 100° and Rising                       | — | — | — | UK42 (3 Wo.)UK | — | — | Erstveröffentlichung: Juli 1995 Autoren: Jean-Paul Maunick, Graham Harvey                                                                            |                                                                                      |
| 1996 | Jump to My Love Remixed                                | — | — | — | UK39 (3 Wo.)UK | — | — | Erstveröffentlichung: April 1996 Mix: Simon Cotsworth Autor: Jean-Paul Maunick                                                                       |                                                                                      |
| 1996 | Always There (Remix) Remixed                           | — | — | —[UK: ↑] | UK39 (3 Wo.)UK | — | Dance31 (8 Wo.)Dance | Erstveröffentlichung: Mai 1996 feat. Jocelyn Brown Remix: Masters at Work; Vibraphon: Vince Montana Jr.                                              |                                                                                      |
| 1996 | Out of the Storm Beneath the Surface                   | — | — | — | UK57 (2 Wo.)UK | — | — | Erstveröffentlichung: Oktober 1996 Autoren: Jean-Paul Maunick, Graham Harvey                                                                         |                                                                                      |
| 1999 | Nights over Egypt No Time Like the Future              | — | — | — | UK56 (2 Wo.)UK | — | Dance38 (6 Wo.)Dance | Erstveröffentlichung: März 1999 feat. Jocelyn Brown und Maysa Leak Autoren: Cynthia Biggs, Dexter Wansel Original: The Jones Girls, 1982             |                                                                                      |
| 2003 | Morning Sun Who Needs Love                             | — | — | — | UK88 (1 Wo.)UK | — | — | Erstveröffentlichung: Mai 2003 Autoren: Jean-Paul Maunick, Matt Cooper, Joy Rose                                                                     |                                                                                      |
| 2009 | Happy People Tales from the Beach                      | — | — | — | — | — | Dance24 (11 Wo.)Dance | Erstveröffentlichung: März 2009 Autoren: Jean-Paul Maunick, Francis Hylton                                                                           |                                                                                      |

Weitere Singles
- 1981: Incognito (Remix)
- 1981: North London Boy
- 1991: Inside Life
- 1995: Where Did We Go Wrong?
- 1995: Spellbound & Speechless
- 1995: Good Love (CJ’s Mix) (Remix: CJ Mackintosh)
- 1995: Still a Friend of Mine / Barumba (DJ Venom Remixes)
- 1995: Jacob’s Ladder (Promo)
- 1999: Black Rain
- 1999: It Ain’t Easy
- 1999: Wild & Peaceful (K-Dope Mixes) (Remix: Kenny Dope)
- 1999: I Can See the Future
- 2000: Get into My Groove
- 2002: Can’t Get You Out of My Head
- 2002: Can’t Stop Thinking About You (Kloud 9 feat. Incognito)
- 2002: Reach Out (12inch-Doppelvinyl)
- 2003: On the Road (Danny Krivit Re-Edit)
- 2004: Everything Your Heart Desires
- 2004: Listen to the Music
- 2004: Don’t Turn My Love Away
- 2005: The 25th Chapter
- 2005: Show Me Love
- 2005: We Got Music
- 2007: That’s the Way of the World
- 2009: Everything Is Good 2Nite (Ski Oakenfull Remixes) (Kloud 9 feat. Incognito)
- 2010: 1975
- 2011: Freedom to Love
- 2012: Ain’t It Time / The Less You Know
- 2014: Hats (Promo)
- 2015: Sweet Power Your Embrace / Mi Sabrina Tequana (My Sister’s Daughter) (Diplomats of Soul feat. Incognito und Vanessa Haynes)
- 2015: Brighter Tomorrow (Diplomats of Soul feat. Incognito und Imaani)
- 2015: Got to Keep Moving On (Olga Makovetskaya feat. Incognito)

## Videoalben
- 2004: In Concert (Aufnahme: SWR-Studio Ohne Filter, Baden-Baden, 27. Juni 1995)
- 2009: Live in Jakarta
- 2010: Live in London: The 30th Anniversary Concert

## Statistik

### Chartauswertung
|                     | DE    | AT    | CH    | UK    | US    | R&B      |
| ------------------- | ----- | ----- | ----- | ----- | ----- | -------- |
| Nummer-eins-Alben   | DE—DE | AT—AT | CH—CH | UK—UK | US—US | R&B—R&B  |
| Top-10-Alben        | DE—DE | AT—AT | CH1CH | UK—UK | US—US | R&B—R&B  |
| Alben in den Charts | DE3DE | AT2AT | CH7CH | UK8UK | US1US | R&B11R&B |

|                       | DE    | CH    | UK     | R&B     | Dance       |
| --------------------- | ----- | ----- | ------ | ------- | ----------- |
| Nummer-eins-Singles   | DE—DE | CH—CH | UK—UK  | R&B—R&B | Dance—Dance |
| Top-10-Singles        | DE—DE | CH1CH | UK1UK  | R&B—R&B | Dance—Dance |
| Singles in den Charts | DE3DE | CH1CH | UK15UK | R&B5R&B | Dance1Dance |

### Auszeichnungen für Musikverkäufe
Anmerkung: Auszeichnungen in Ländern aus den Charttabellen bzw. Chartboxen sind in ebendiesen zu finden.
| Land/RegionAuszeichnungen für Musikverkäufe (Land/Region, Auszeichnungen, Verkäufe, Quellen) | Gold     | Platin | Verkäufe | Quellen           |
| -------------------------------------------------------------------------------------------- | -------- | ------ | -------- | ----------------- |
| Deutschland (BVMI)                                                                           | 2× Gold2 | —      | 20.000   | musikindustrie.de |
| Insgesamt                                                                                    | 2× Gold2 | —      |          |                   |